# ده کیخا
ده کیخا، روستایی از توابع بخش مرکزی شهرستان نیمروز در استان سیستان و بلوچستان ایران است.

## جمعیت
این روستا در دهستان ادیمی قرار دارد و براساس سرشماری مرکز آمار ایران در سال ۱۳۸۵، جمعیت آن ۳۲ نفر (۷خانوار) بوده‌است.